# 普拉塔 (帕拉伊巴州)

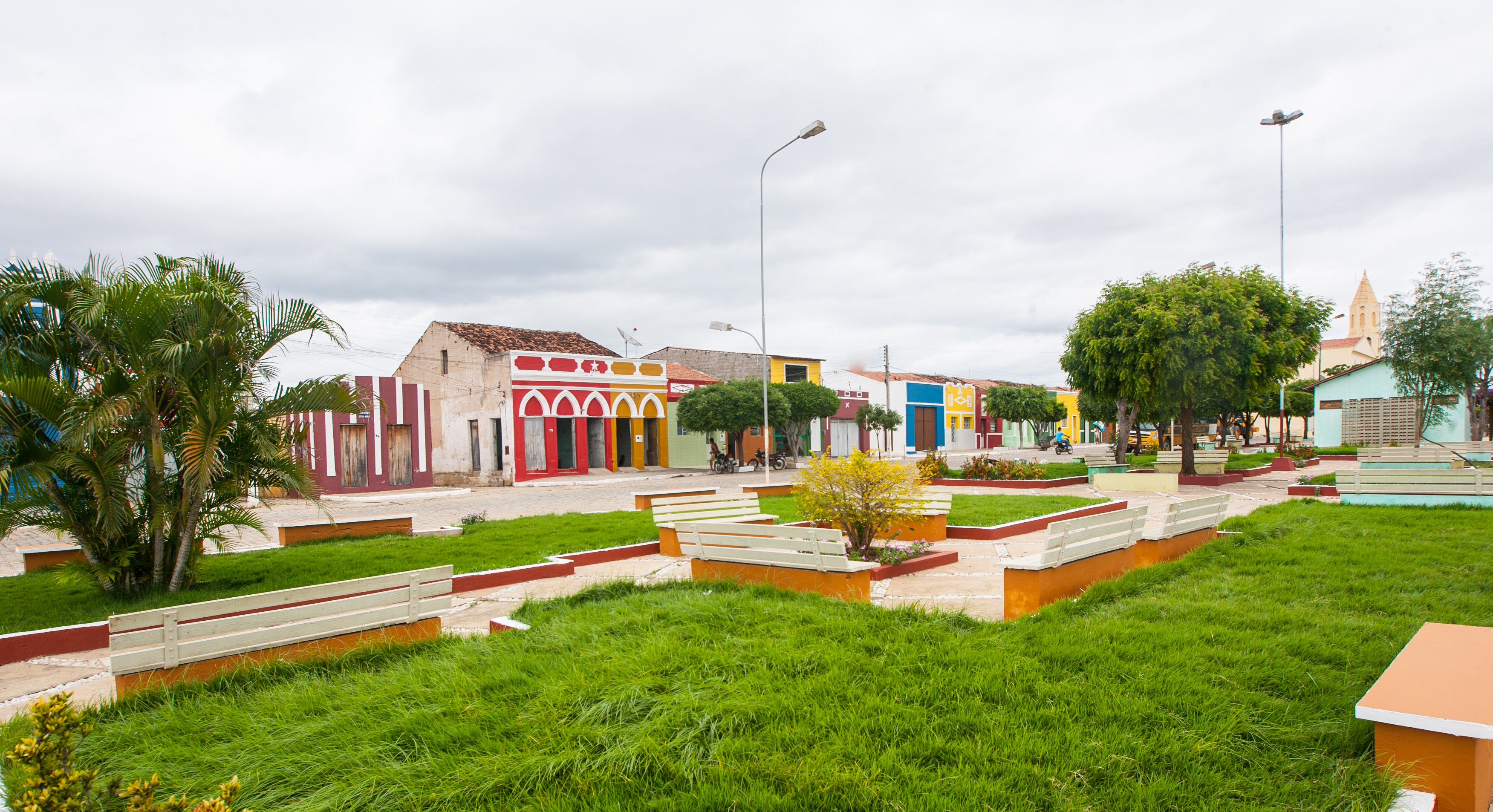
普拉塔

普拉塔（葡萄牙語：Prata），是巴西的城鎮，位於該國東北部，由帕拉伊巴州負責管轄，始建於1959年1月7日，面積192.01平方公里，海拔高度577米，2010年人口3,854，人口密度每平方公里20.07人。